# Stazione di Arzergrande
La stazione di Arzergrande è una fermata ferroviaria di superficie sulla Ferrovia Adria-Mestre.

## Movimento
Dal 1 settembre 2024, la stazione è servita dai treni regionali svolti da Trenitalia nell'ambito del contratto di servizio stipulato con la Regione del Veneto. In precedenza, fino al 31 agosto 2024, il servizio ferroviario era gestito da Sistemi Territoriali.